# Рачунарска уметност
Рачунарска или компјутерска уметност је свака уметност у чијем се стварању или приказивању користи рачунар. Таква уметност може бити слика, звук, анимација, видео, CD-ROM, DVD-ROM, видео-игра, веб сајт, алгоритам, перформанс или галеријска инсталација.
Код рачунарске уметности су дела штампана обично штампачем пљуцкавцем на фолији или хартији или су од тога направљени колажи. При томе је величина и квалитет зависна од могућности штампача. За разлику од уметничких дела остварених на другачији начин ова уметност не познаје оригинал. Дело је меморисано у рачунару и може се штампати у произвољном броју примерака. Ова чињеница представља новост у уметности. Поред тога дело се може у софтверу мењати на много начина. Прва рачунарске графике су настале у педесетим годинама прошлог века. Даље се рачунарска графика развија у зависности од развоја рачунара и временом се користи интернет за презентацију ове уметности.